# Sicut dudum

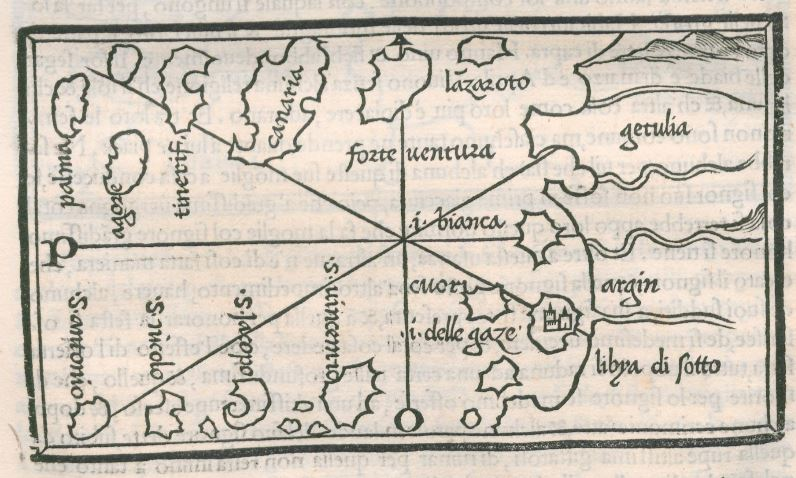
Mapa de los archipiélagos de las Canarias y Cabo Verde, contenido en el libro Isolario de Benedetto Bordone, edición de 1534.

Sicut dudum (del latín: «Tal como hace tiempo») fue una bula papal promulgada por el papa Eugenio IV en Florencia el 13 de enero de 1435, que prohibía la esclavitud de los indígenas guanches de las Islas Canarias que se habían convertido o se estaban convirtiendo al cristianismo y ordenaba, bajo pena de excomunión, que todos esos esclavos fueran liberados en un plazo de 15 días.
La bula también se conoce como Creator Omnium, con fecha de 17 de diciembre de 1434. Sicut dudum es el íncipit del tercer párrafo de Creator Omnium, que se hace eco de la versión abreviada recogida por el cardenal César Baronio en sus Annales Ecclesiastici.

## Contexto
A principios de la década de 1430, el cristianismo había ganado muchos adeptos en las Islas Canarias. La propiedad de las tierras había sido objeto de disputa entre el Reino de Portugal y la Corona de Castilla. La falta de control efectivo había provocado incursiones periódicas en las islas para conseguir esclavos. A raíz de una queja de Fernando Calvetos, obispo de las islas, el papa Eugenio IV emitió una bula papal, Creator Omnium, el 17 de diciembre de 1434, anulando el permiso concedido anteriormente a Portugal para conquistar las islas que aún eran paganas. Eugenio IV excomulgó a todo aquel que esclavizara a cristianos recién convertidos, pena que se mantendría hasta que los cautivos recuperaran su libertad y sus posesiones.

## Sicut dudum

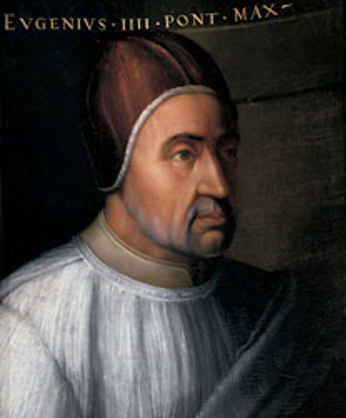
Eugenio IV

Eugenio IV publicó Sicut dudum que afirmaba la prohibición de la esclavitud, y ordenaba, bajo pena de excomunión, que todos esos esclavos fueran liberados inmediatamente:

Ordenamos y mandamos a todos y cada uno de los fieles de uno y otro sexo que, en el plazo de quince días a partir de la publicación de estas cartas en el lugar donde residan, restituyan a su libertad anterior a todas y cada una de las personas de uno y otro sexo que en otro tiempo fueron residentes en dichas Islas Canarias, y hechos cautivos desde el momento de su captura, y que han sido sometidos a esclavitud. Estas personas han de ser total y perpetuamente libres, y han de ser dejadas en libertad sin la exacción o recepción de dinero.

Eugenio IV continuó diciendo que «si esto no se hace cuando hayan pasado los quince días, incurren en la sentencia de excomunión por el acto mismo, de la que no pueden ser absueltos, excepto a punto de muerte, incluso por la Santa Sede, o por cualquier obispo español, o por el mencionado Fernando, a menos que primero hayan dado la libertad a estas personas cautivas y restaurado sus bienes». La referencia específica a los obispos españoles y al obispo Fernando de San Marcial del Rubicón, en Lanzarote, sugiere que los portugueses no eran los únicos que realizaban incursiones para capturar esclavos en las Canarias.
Sicut dudum se considera una importante condena de la esclavitud, emitida sesenta años antes del descubrimiento de América.
Los soldados portugueses siguieron asaltando las islas durante 1435 y Eugenio IV promulgó un edicto general que prohibía hacer la guerra en las Canarias y capturar esclavos. Debido a las quejas del rey Eduardo I de Portugal, el Papa suavizó este edicto con la bula Romanus Pontifex el 15 de septiembre de 1436, que permitía a los portugueses conquistar cualquier parte no convertida de las Canarias. El rey sugirió que se autorizara a Portugal a evangelizar y civilizar las islas, ya que era poco probable que otras personas de menor reputación hicieran caso al pontífice. La debilidad política obligó al papado renacentista a adoptar una postura aquiescente e indiscutible cuando se le plantearon peticiones de privilegios a favor de estas empresas. Sin una armada propia para vigilar las islas, el Papa optó por los portugueses como mal menor.
En 1476, el papa Sixto IV reiteró las preocupaciones expresadas en Sicut dudum en su bula Regimini gregis, en la que amenazaba con excomulgar a todos los capitanes o piratas que esclavizaran a cristianos.